# Manganoferrieckermannita
La manganoferrieckermannita és un mineral de la classe dels silicats que pertany al grup del nom arrel eckermannita. Un mineral amb aquesta composició química va ser descrit per Nambu et al. (1969) i nomenat kôzulita en honor de Shukusuke Kôzu (1880-1955), mineralogista japonès de la Universitat de Tohoku. Aquest nom va ser desacreditat a la nomenclatura d'amfíbols de 2012, on el mineral va ser rebatejat amb el nom actual..

## Característiques
La manganoferrieckermannita és un silicat de fórmula química {Na}{Na₂}{Mn2+₄Fe3+}Si₈O22(OH)₂. Va ser aprovada com a espècie vàlida per l'Associació Mineralògica Internacional l'any 1969. Cristal·litza en el sistema monoclínic. La seva duresa a l'escala de Mohs és 5.
Segons la classificació de Nickel-Strunz, la manganoferrieckermannita pertany a «09.DE - Inosilicats amb 2 cadenes dobles periòdiques, Si₄O11; clinoamfíbols» juntament amb els següents minerals: antofil·lita, cummingtonita, clinoholmquistita, grunerita, manganocummingtonita, manganogrunerita, permanganogrunerita, ferrofluoropedrizita, ferrifluoroleakeïta, actinolita, ferritschermakita, ferroactinolita, ferrohornblenda, ferrotschermakita, joesmithita, magnesiohornblenda, tremolita, tschermakita, cannilloïta, fluorcannilloïta, parvomanganotremolita, fluorotremolita, potassicfluoropargasita, edenita, ferroedenita, ferrokaersutita, ferropargasita, hastingsita, kaersutita, magnesiohastingsita, pargasita, sadanagaïta, fluoroedenita, potassicferroferrisadanagaïta, potassicsadanagaïta, potassicpargasita, potassicferrosadanagaïta, magnesiofluorohastingsita, potassicfluorohastingsita, potassicclorohastingsita, fluoropargasita, parvomanganoedenita, potassiccloropargasita, potassicferrocloroedenita, potassicmagnesiohastingsita, potassicferropargasita, cromiopargasita, ferro-taramita, barroisita, ferroferribarroisita, ferroferriwinchita, ferribarroisita, ferroferritaramita, ferroferricatoforita, ferrobarroisita, ferrorichterita, ferrowinchita, ferrokatophorita, ferritaramita, magnesiotaramita, richterita, winchita, taramita, fluororichterita, katophorita, potassicfluororichterita, potassicrichterita, ferrighoseïta, ferriwinchita, fluorotaramita, arfvedsonita, eckermannita, ferroeckermannita, ferroglaucòfan, glaucòfan, potassicmanganileakeïta, manganoarfvedsonita, ferrileakeïta, magnesioriebeckita, magnesioarfvedsonita, nyboïta, riebeckita, manganomanganiungarettiïta, ferroferrinyboïta, clinoferroferriholmquistita, ferrinyboïta, ferroferrileakeïta, ferroferrifluoroleakeïta, sodicferriclinoferroholmquistita, magnesiofluoroarfvedsonita, ferripedrizita, potassicferrileakeïta, fluoronyboïta, manganidellaventuraïta, fluoropedrizita, potassicarfvedsonita, ferriobertiïta, potassicmagnesiofluoroarfvedsonita, ferroferripedrizita, potassicmagnesioarfvedsonita, pedrizita, ferropedrizita, fluoroleakeïta i ferroferriobertiïta.

## Formació i jaciments
Va ser descoberta a la mina Tanohata, situada a la localitat homònima del districte de Shimohei (Prefectura d'Iwate, Japó). També ha estat descrita a Austràlia i Romania, sent juntament amb la localitat tipus els únics indrets a tot el planeta on ha estat descrita aquesta espècie mineral.